# Далмація (фема)
Фема Далмація (грец. θέμα Δαλματίας/Δελματίας) — військово-адміністративна одиниця Візантійської імперії (фема), яка розташовувалась на півдні сучасної Хорватії. Утворено близько 867 року. Отримала назву за римською провінцією Далмація. Припинила існування близько 1182 року внаслідок послаблення Візантії.

## Історія
Під владу Візантії Далмація потрапила за часів імператора Юстиніана I, проте з часу слов'янських вторгнень у VI—VII ст. візантійське панування зберігалося лише у вузькій прибережній смузі цій галузі. Для збереження тут влади за імператора Юстинінана II створюється архонтія Далмація. Можливо за правління імператора Костянтина V створюється фема далмація, якій підпорядковувалися також Істрія та дукат Венеція.
У 830 році в Далмації було відновлено архонтат (архонтія), в якій візантійський суверенітет поєднувався з традиціями місцевого самоврядування. Архонтат Далмація існувала до кінця 860-х років. З 845 року архонти вели війни проти хорватія, що намагалися захопити припортові міста.
У 867 року за рішенням імператора Василя I тут утворено фему, повноваження було передано до стратега, а архонти залишилися у містах. Це було викликано рішучою перемогою візантійського флоту над арабами біля Дубровника (Рагузи). Звідси візантійці здійснювали походи до узбережжя Північної Італії. У 875 році допомогли Хорватія позбавитися від франкської залежності. У 878 році Ховатія визнала зверхність Візантії, проте після загибелі князя Здеслава у 879 році візантійський уряд втратив вплив в Хорватському князівстві, але зберіг Далмацію.
У 945 році стратег далмації надав підтримку жупану Часлава Клонимировичу, який захопив східну Боснію до Врбаса і південну Хорватію. У 988 року фема Далмація потрапила під владу Хорватії внаслідок укладання договору між імператором Василем II і королем Степаном Држиславом щодо союзу проти Болгарського царства. Умовою підтримки Візантії був контроль над містами на узбережжі Адріатичного моря, які номінально перебували під візантійською владою. До Хорватії перейшло управління містами Крк, Осор, Раб, Задар, Трогір, Спліт. Візантія зберегла лише дубровник та Которську затоку.
Після завоювання Візантією Болгарії у 1018 році і зміцнення влади імперії на Балканському півострові імператор Василь II 1019 року відновив фему Далмація на території від Рагузи на півдні до Задара на півночі. Втім влада у Північній Далмації більше належала хорватським королям, що визнали зверхність Візантійської імперії, фема поширювалася на Центральну і Південну Далмацію. Але після смерті Василя II у 1025 році вплив Візантії в Далмації почало поступово слабшати і до 1070 року зійшов нанівець. Цим скористалися хорвати, нормани і венеційці. Ще до того близько 1032 року було утворено фему Рагуза.
Лише у 1164 році імператор Мануїл I після перемог над Угорщиною та Венецією відновив фему Далмація. Проте після смерті цього володаря у 1180 року візантійці знову почали втрачати владу через внутрішні чвари за владу. В результаті цього близько 1182 року фема Далмація остаточно припинила існування.

## Адміністрація
В різний період територія феми змінювалася: від повного контролю над Далмацією до узбережжя з портами від Ядери до Дубровника з усіма островами біля Далмації. Тривалий час центром феми було місто Ядера, з 1020-х років — Дубровник.
На чолі стояв стратег у ранзі протоспафарія. окрім керування фемою слідкував за виконанням васальним зобов'язань з боку слов'янських князів Далмації, що визнавали зверхність імперії. З 1020-х років в практику увійшло призначати стратегами родичів королів Хорватії або місцевих аристократів.

## Відомі стратеги
- Лампредій (1020-ті)
- Григорій Добронья (1036—1040)